# Znak jakości Q
Znak jakości Q – krajowy certyfikat nadawany produktom przez Polskie Centrum Badań i Certyfikacji. Przyznanie certyfikatu Q oznacza, iż wyrób spełnia ponadpodstawowe wymagania, a jego jakość jest porównywalna z jakością renomowanych producentów światowych. Dotyczy nie tylko jakości, ale również bezpieczeństwa używania i ochrony środowiska.

## Wygląd znaku
Jego nazwa pochodzi od angielskiego słowa „Quality” oznaczającego jakość. Jest jednym ze starszych polskich znaków jakości i nadawany jest od lat 60. XX w. Przez kilkadziesiąt lat występował w formie czarnego trójkąta z wygładzonymi narożnikami i wpisaną tłustą wielką literę Q. W XXI w. znak stanowiła wielka litera Q, z lewej biała na niebieskim tle, z prawej czerwona na białym.